# Семья Калликак: Учение о наследственности слабоумия

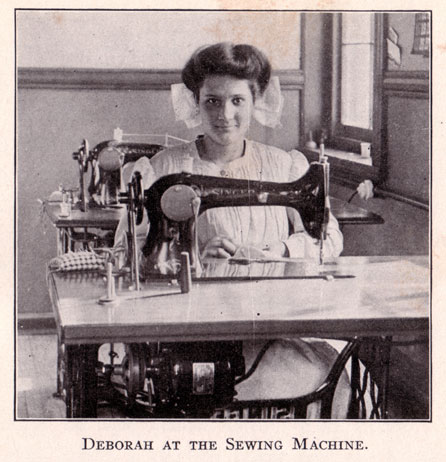
«Дебора Калликак» работает за швейной машинкой

Семья Калликак: Учение о наследственности слабоумия (англ. The Kallikak Family: A Study in the Heredity of Feeble-Mindedness) — книга американского психолога и евгеника Генри Герберта Годдарда, написанная в 1912 году. В этой работе подробно изучается проблема наследования слабоумия, относящегося к различным умственным нарушениям: умственная отсталость, необучаемость и психическое расстройство. Годдард пришёл к выводу, что все умственные признаки наследуемы и что обществу нужно избегать воспроизводства нездоровых людей.
Годдард в качестве примера приводил две генеалогические линии, родоначальником которых был один мужчина (обозначенный псевдонимом «Мартин Калликак») и две женщины: «слабоумная» и «здоровая». По утверждению Годдарда, все представители «плохой» линии наследовали негативные признаки, в то время представители «хорошей» были уважаемыми членами общества. Исследование 2001 года показало, что пример Годдарда был вымышленным.

## Исследования и аргументы Годдарда

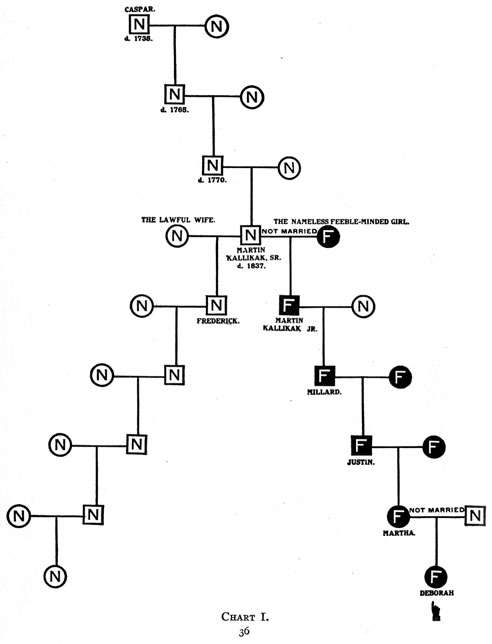
Родословная семьи Калликак, составленная Годдардом.

Книга начинается с обсуждения дела «Деборы Калликак» (настоящее имя Эмма Волвертон (1889—1978); Калликак — псевдоним, произошедший от греческих слов καλός (kalos) и κακός (kakos), означающих «хорошо» и «плохо» соответственно), женщины в исследовательском институте Годдарда «Дом для воспитания и ухода за умственно отсталыми детьми в Нью-Джерси» (ныне — Вайнлендская исправительная школа). По мере изучения её генеалогии, Годдард сделал любопытные и удивительные открытия.
Книга рассматривает генеалогию Мартина Калликак, прапрапрапрадедушки Деборы, героя Войны за независимость США, женившегося на женщине принадлежащей к квакерам. По дороге домой после войны, нормальный в моральном плане Мартин имел однажды связь со слабоумной барменшей. Позже молодой Мартин стал уважаемым жителем Новой Англии и отцом большой и преуспевающей семьи.
Но по словам Годдарда, от связи с «неизвестной слабоумной барменшей» родился ребёнок. Единственный ребёнок, мальчик, от которого родилось ещё больше детей, которые потом родили своих и так далее из поколения в поколение.
Дети со «слабоумной» стороны семьи Калликак выросли слабыми, неспокойными, слабоумными и преступниками. Дебора, по оценке Годдарда, была «слабоумной». Годдард проявлял интерес к наследованию «слабоумия» и часто писал о невидимой угрозе рецессивных «слабоумных» генов, носимыми внешне неглупо выглядящими людьми (законы Менделя были переоткрыты в 1900). Именно в поисках семейной истории Деборы, Годдард и его помощники обнаружили, что её семья пьяниц и преступников через Мартина Каллинака была связана с другим родословным деревом рачительности и процветания.
Со «здоровой» стороны семьи Калликак, дети выросли успешными, умными и морально воспитанными. Они стали юристами, министрами и врачами. Среди них не было «слабоумных». Годдард пришёл к выводу, что разум, здравомыслие и нравственность были наследственными и поэтому нужно приложить все усилия, чтобы не позволять слабоумным размножаться. Иначе, как он считал, даже одна единственная связь между молодым человеком и «слабоумной» женщиной приведёт к появлению множества поколений ответственных за росту преступности и бедности в обществе, а неимущие будут жить за счёт помощи государства, которая в конечном счёте складывается из денег налогоплательщиков. В работе приведены сложновыстроенные семейные древа, с обозначениями отрицательных и положительных качеств.
Годдард рекомендовал содержать «слабоумных» детей в институтах вроде того, каким руководил сам, где бы их обучали выполнению различных видов ручного труда.

## Ценность работы на сегодняшний день
К настоящему времени книга «Семья Калликак» широко известна и была переиздана много раз. Она помогла Годдарду получить статус одного из лучших национальных экспертов в использовании психологии в политике, и наряду с работами Чарльза Б. Дэйвепорта и Мэдисона Гранта, считается одной из классических работ начала 20-го века в Американской евгенике.
Однако по данным исследования, опубликованного в 2001 году Дэвидом Макдональдом и Нэнси Макадамс, описанное Годдардом деление родословной Калликаков на «хорошую» и «плохую» генеалогические линии являлись вымыслом. Мартин Калликак-младший, предполагаемый потомок от связи Калликака-старшего со «слабоумной» барменшей, в действительности был сыном Гэбриэла Волвертона и его жены Кэтрин Мюррей. Его настоящим именем было Джон Волвертон (1776–1861), и он оказался достаточно преуспевающим, чтобы в 1809 году купить за наличные деньги два участка земли. Перепись 1850 года показывает, что все взрослые в его поместье (в которые входили сам Волвертон, его дочь и несколько внуков) умели читать. В «плохую» линию Калликака входили бедные фермеры, но среди них встречались и школьный учитель, и военный пилот, и казначей банка.